# Golf en los Juegos Suramericanos de 2014: Individuales Femenino
La competencia de individuales femenino de golf en Santiago 2014 se desarrolló en el Club de Polo y Equitación San Cristóbal, Santiago, entre los días 13 y 16 de marzo de 2014. Participaron 13 golfistas.

## Resultados
| #                 | Golfistas              | Puntaje por jornada | Puntaje por jornada | Puntaje por jornada | Puntaje por jornada | Total |
| #                 | Golfistas              | 1                   | 2                   | 3                   | 4                   | Total |
| ----------------- | ---------------------- | ------------------- | ------------------- | ------------------- | ------------------- | ----- |
| Medalla de oro    | Julieta Granada        | 69                  | 66                  | 67                  | 65                  | 267   |
| Medalla de plata  | María José Uribe       | 69                  | 72                  | 67                  | 69                  | 277   |
| Medalla de bronce | Victoria Tanco         | 72                  | 69                  | 73                  | 68                  | 282   |
| 4                 | Paz Echeverría         | 70                  | 76                  | 71                  | 71                  | 288   |
| 5                 | Luciane Yu Jin Lee     | 71                  | 73                  | 74                  | 74                  | 292   |
| 6                 | Martina Gavier         | 71                  | 77                  | 73                  | 74                  | 295   |
| 7                 | María Simone de Souza  | 76                  | 70                  | 74                  | 75                  | 295   |
| 8                 | Macarena Silva         | 78                  | 72                  | 73                  | 73                  | 296   |
| 9                 | María Andreína Merchan | 74                  | 74                  | 79                  | 70                  | 297   |
| 10                | Sofía García           | 74                  | 79                  | 72                  | 72                  | 297   |
| 11                | Anneke Strobach        | 79                  | 83                  | 78                  | 74                  | 314   |
| 12                | Daniela Vargas         | 77                  | 78                  | 77                  | 85                  | 317   |
| 13                | Angela Park            | 84                  | 86                  | 81                  | 82                  | 333   |

NC: No compitió; SP: Sin puntaje